# FluxBB
FluxBB ist eine PHP-basierte freie Software zur Bereitstellung eines Internetforums. Das Ziel sei es laut Hersteller, weniger grafikintensiv, besser ausgabeoptimiert und dadurch schneller als andere Internetforen zu sein. Bei der Entwicklung von FluxBB sei die Priorität auf den wichtigsten Funktionen eines Internetforums gelegen. Zusätzliche Funktionen waren ab FluxBB Version 1.3 als Erweiterungen (Extensions) einbindbar.
FluxBB gibt laut Hersteller semantisch korrektes XHTML und CSS aus.

## Funktionen
Das Standard-Design von FluxBB heißt Air
- Semantisch korrektes und gültiges XHTML 1.0 Strict und CSS 2.1, ab Version 1.5.6 HTML5
- Unterstützt MySQL, PostgreSQL und SQLite 2
- Volle UTF-8-Unterstützung (ab Version 1.4)
- Einfach zu übersetzen
- Mit einem Klick installierbare Erweiterungen (Ziel für Version 2.0)
- Neue Designs können mit einem Klick installiert werden
- Verbreitet unter der GNU General Public License

FluxBB 1.3, welches nicht über das Entwicklungsstadium hinauskam, fügte dem Funktionsspektrum ein neues Ein-Klick-Erweiterungssystem hinzu, das Benutzern die Möglichkeit gab, einfach die Funktionalität zu erweitern. Version 1.3 verbesserte auch Markup und CSS.

## Geschichte
FluxBB ist eine Abspaltung von PunBB, das ursprünglich von Rickard Andersson entwickelt wurde. Im Jahr 2007 wurde der Name PunBB an eine Privatfirma verkauft und die Software unter Anderssons Federführung weiterentwickelt. Im April 2008 gab Rickard Andersson jedoch eine längere Auszeit bekannt.
So beschloss das verbliebene Entwicklerteam am 9. Mai 2008, sich von PunBB abzuspalten und dieses Projekt eigenständig unter dem Namen FluxBB weiterzuführen.
Der FluxBB-Entwickler Connor gab am 10. Januar 2009 eine Änderung der Entwicklungsstrategie von FluxBB bekannt. Der Versionszweig 1.2 sollte nunmehr unter der Versionsnummer 1.4 weiter gepflegt und um Funktionen aus FluxBB 1.3 erweitert werden, währenddessen die künftige Version 2.0 auf der Basis von FluxBB 1.3 entwickelt werden sollte. Im Jahr 2015 wurde bekannt, dass dieser Plan zugunsten einer Verschmelzung mit der Forensoftware Flarum aufgegeben wurde. Ein FluxBB 2.0 wird es somit nicht mehr geben.
Ab 2018 wurde die Entwicklung relativ inaktiv und ab Ende 2022 ging die Website offline.

## Versionsgeschichte
| Zweig | Version    | Veröffentlichung  |
| --- | ---------- | ----------------- |
| 1.2 | 1.2.23     | 12. August 2010   |
| 1.3 | 1.3 Legacy | 23. April 2009    |
| 1.4 | 1.4.13     | 20. Oktober 2014  |
| 1.5 | 1.5.11     | 31. Dezember 2018 |
| Legende:Ältere Version; nicht mehr unterstütztÄltere Version; noch unterstütztAktuelle VersionZukünftige Version |            |                   |